# Syzeuctus decoratus
Syzeuctus decoratus là một loài tò vò trong họ Ichneumonidae.